# Skomakaretjärnen
Skomakaretjärnen är en sjö i Karlskoga kommun i Värmland och ingår i Norrströms huvudavrinningsområde. Sjön är 9,5 meter djup, har en yta på 0,0413 kvadratkilometer och befinner sig 180 meter över havet.